# طوابع إدغار آلان بو التذكارية
تم إصدار طابعَين تذكاريين للشاعر والكاتب الأمريكي إدغار آلان بو من قبل مكتب البريد الأمريكي احتفالاً به باعتباره أحد أبرز الكتاب الأمريكيين في القرن العشرين. صدرَ الطابع الأول في 7 أكتوبر 1949 بمناسبة مرور 100 عام على وفاته وصدرَ الطابع الثاني بمناسبة مرور 200 عام على ميلاده في 19 يناير 2009.

## إصدار المئوية

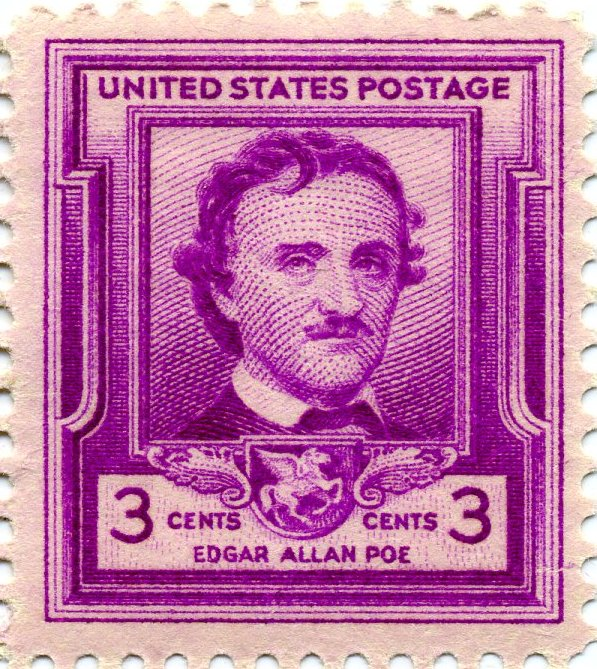
طابع بقيمة 3 سنت تخليدًا للذكرى المئوية لوفاة إدغار آلان بو، 1949

صدرَ الطابع التذكاري الأول في 7 أكتوبر 1949 لإحياء الذكرى المئوية لوفاة إدغار آلان بو. وقد استخدم التصميمُ نفس تنسيق سلسلة الشخصيات الأمريكية لعام 1940، والتي ضمَّت خمسة وثلاثين طابعًا.
انتقد البعض اختيار بو كشخصية توضع على طوابع البريد الوطنية. وفي عدد 11 أكتوبر 1949 من مجلة ويسترن ستامب كوليكتور (بالإنجليزية: Western Stamp Collector)‏، كتبت دوريس ديدلو مدافعةً: "لماذا، قد يتساءل البعض، يجب إصدار طابع بريدي لتكريم رجل بسمعة بو؟ أصبحت روايات عن إدمانه المتكرر على السُكر، وعدم استقراره، وشخصيته المفرطة في التساهل أشبه بأسطورة .. يلتقط المرء مجموعة من أعمال بو وينجذبُ إلى جمال شعره الإيقاعي الغريب، أو يُستدرج ببراعة إلى الحبكات المصممة بعناية والمثيرة لقصصه القصيرة، لا يسعه إلا أن يعترف بقدرة هذا الرجل العظيم في مجال الأدب."
وأضاف نائب مساعد مدير مكتب البريد العام روبرت إي. فيلرز، في كلمته خلال احتفال اليوم الأول في ريتشموند بولاية فرجينيا: "على الرغم من أن عمر بو كان قصيرًا، إلا أنه ساهم كثيرًا في الأدب لدرجة أن اسمه سيظل خالدًا. لقد تُرجمت روائعه إلى كل اللغات الأجنبية تقريبًا، ومن المشكوك فيه أن يكون هناك كاتب أمريكي آخر قد قُرئت أعماله على نطاق أوسع أو كان له تأثير أكبر في مجال الكتابة من إدغار آلان بو... أجرؤ على القول إنه بالكاد يوجد طالب مدرسة اليوم لا يعرف قصائده الشهيرة مثل الغراب، الحشرة الذهبية، وأنابيل لي. بالإضافة إلى قصائده، يُعتبر بو مبتكر قصة الغموض وأبّ القصة القصيرة".
استعان فنانو مكتب النقش والطباعة، بنقش أصلي لبو من إعداد ف. ت. ستيوارت، تم الحصول عليه من مكتبة الكونغرس. أعد روبرت إل. ميلر النموذج للطابع باستخدام تصميم مجموعة الشعراء من سلسلة الأمريكيين المشهورين لعام 1940، التي كانت من عمل ويليام أ. روش. قام ريتشارد إم. باور بنقش صورة بو؛ في حين قام تشارلز أ. بروكس بنقش الإطار وقام أكسل دبليو. كريستنسن وويليام ب. ويلز بنقش الأحرف والأرقام.

## إصدار المئوية الثانية
صدر الطابع الثاني من مكتب البريد بمناسبة الذكرى المئوية الثانية لمولد إدغار آلان بو بقيمة 42 سنت في 19 يناير 2009. الصورة المستخدمة على الطابع من عمل الفنان مايكل دياس، الذي كان قد نشر سابقًا كتابًا باسم "صور وبوتريهات إدغار آلان بو" الذي يضم مجموعة شاملة من التصويرات المختلفة لبو على مر السنين.
تم تنفيذ صورة الطابع باستخدام الألوان الزيتية على لوح خشبي. أما فن الحافّة (Selvage Art) فهو من عمل لإدموند دولاك (1882-1953)، وهو رسام بريطاني من أصل فرنسي. تم أخذ رسم الحافة من كتاب "الأجراس وقصائد أخرى" (1912). أما الاقتباس الموجود على ورقة الطابع فهو من قصيدة "الغراب"، التي نُشرت لأول مرة عام 1845.
تم طباعة 30 مليون نسخة من الطابع.
مقاس الطابع  كاملاً: {\displaystyle 24.89\times 39.62} ميلمتر.